# 赫梅利尼茨凯 (扎波罗热州)
47°9′55″N 35°53′59″E / 47.16528°N 35.89972°E
赫梅利尼茨凯（烏克蘭語：Хмельницьке）是位於烏克蘭東南部的村莊，由扎波羅熱州別爾江斯克區的切爾尼希夫卡市鎮負責管轄。該村處於貝希姆-喬克拉克河畔，距離蘭科韋和巴拉希夫卡1公里，始建於1945年，面積0.67平方公里，海拔高度67米，2001年人口293。